# 井上裕季子
井上 裕季子（いのうえ ゆきこ〔本名同じ、別名義：井上 裕希子〕、1944年2月25日 - ）は、大阪府大阪市出身の日本の元女優。身長156 cm。体重60 kg。オフィス井上所属。現在は表舞台から引退し、放言指導をしている。

## 略歴
松竹音楽学校卒業。かつては大阪松竹歌劇団、劇団東宝現代劇、プロダクション・エムスリーに所属していた。現在は主に、時代劇における方言指導者として活躍している。
2023年11月から 映像コンテンツ権利処理機構 に連絡の取れない権利者として掲載されている 

## 人物
特技は日本舞踊。

## 出演

### 映画
- 「太陽を盗んだ男」（1979年10月6日） - 城戸の生徒 役

### テレビドラマ

#### NHK
- 連続テレビ小説
  - 「マー姉ちゃん」第73話・第78話（1979年6月25日・6月30日） - 房江 役
  - 「チョッちゃん」第77話（1987年）- 看護婦 役
  - 「君の名は」第77話（1991年6月28日） - 従業員 役
  - 「春よ、来い」第56話・第58話・第63話（1994年12月6日・12月8日・12月14日）
  - 「さくら」第62話・第66話（2002年6月11日・6月15日） - 桂木の叔母 役
  - 「こころ」第6話・第29話（2003年4月5日・5月2日）
- 大河ドラマ
  - 「春の波涛」第28話（1985年7月14日） - 青木夫人 役
  - 「信長 KING OF ZIPANGU」第23話（1992年6月7日） - 信徒 役
  - 「徳川慶喜」第30話（1998年8月2日） - 仲居 役
  - 「新選組!」最終話（2004年12月12日） - おゆみ 役
  - 「功名が辻」第35話（2006年9月3日） - 町の女 役
- 「台所の聖女」（1988年3月19日）
- 「風子〜いつの日か風のように〜」（1990年3月24日）
- 「清左衛門残日録」第3話（1993年4月16日）
- 「エイジ」（2000年7月20日）
- 「夢みる葡萄」第1話（2003年9月29日）
- 「名探偵赤冨士鷹」前編（2005年12月29日）

#### 日本テレビ
- 木曜ゴールデンドラマ
  - 「離婚同棲」（1986年7月24日）
  - 「蛍の宿」（1988年9月29日）
- 火曜サスペンス劇場
  - 「署名のない風景画」（1986年7月29日） - 仲居 役
  - 「長く暑い夏の一日」（1988年8月23日） - 看護婦長 役
  - 「悪い電話」（1991年1月29日） - 教師 役
  - 「父と娘の真実」（2002年12月3日）
- 水曜グランドロマン「女たちの百万石」前編（1988年10月12日）

#### TBS
- 「七人の刑事 第3シーズン」第58話（1979年7月13日）
- 「うちの子にかぎって… 第2期」第1話（1985年4月12日） - 主婦 役
- 水曜ドラマスペシャル「恋子の毎日」第1作（1986年3月12日）
- 「西田敏行の泣いてたまるか」第3話（1986年11月4日）
- 「代議士の妻たちII」第2話（1989年1月16日）
- ギミア・ぶれいく「メイキングオブ すみだ川堀外物語」（1989年11月28日）
- 「家栽の人」第5話（1993年2月4日）
- 「俺は浪花の漫才師 笑わせまっせ泣かせまっせ! 波瀾万丈の51年を生きた最後の芸人」（1997年1月27日）
- 「のんちゃんのり弁」第18話（1997年2月26日）
- 月曜ミステリー劇場
  - 「カードGメン・小早川茜」
    - 第4作「調査員は二度だまされる」（2002年3月4日） - 管理人 役
    - 第6作「特命」（2003年6月2日） - 近所の住人 役
    - 第7作「愚か者の涙」（2004年2月9日） - 相原美穂 役

  - 「万引きGメン・二階堂雪」第11作（2004年1月26日） - 万引き犯 役[4]
  - 「十津川警部シリーズ」第53作（2014年10月20日） - 漁師 役
- 「こちら本池上署」
  - 「こちら本池上署 第1シリーズ」第1話・第9話（2002年7月8日・9月2日）
  - 「こちら本池上署 第2シリーズ」最終話（2003年7月21日）
  - 「こちら本池上署 第4シリーズ」第4話（2004年11月8日）
  - 「こちら本池上署 第5シリーズ」第4話・第8話（2005年7月4日・8月1日）
- 「女金融道シリーズ」第1作（2003年9月11日） - 店の主人 役

#### フジテレビ
- 「白い巨塔」第1話 - 第3話・第11話・第18話（1978年6月3日 - 6月17日・8月12日・10月7日）
- 平岩弓枝ドラマシリーズ「江戸紫の女」（1979年5月9日）
- 「裸の大将放浪記」第15話（1985年3月24日）
- 「時にはいっしょに」第1話（1986年10月16日）
- 「な・ま・い・き盛り」第7話（1986年11月27日）
- 「あまえないでョ!」第6話（1987年2月19日）
- 月曜ドラマランド「意地悪ばあさんスペシャル」（1987年10月5日）
- 「窓を開けますか?」（1988年1月21日 - 3月24日）
- 「意地悪ばあさんスペシャル…そして伝説へ!」（1988年4月6日）
- 「君が嘘をついた」第6話（1988年11月28日）
- 「金太十番勝負!」第7話（1988年12月1日）
- 「同・級・生」最終話（1989年9月25日）
- 世にも奇妙な物語「恐怖の手触り」（1990年4月19日）
- 男と女のミステリー → 金曜エンタテイメント → 金曜プレステージ
  - 「明日咲く女」（1990年6月29日）
  - 「腕まくり看護婦物語」 - 村岡エリ 役
    - 第1作「純情編」（1993年5月14日）
    - 第2作「奮闘編」（1994年5月13日）
    - 第3作「熱血編」（1994年12月2日）
    - 第4作「慕情編」（1995年9月8日）
    - 第5作「熱情編」（1996年4月19日）
    - 第6作「突進編」（1996年11月8日）
    - 第7作「結婚旋風編」（1997年5月16日）
    - 第8作「みちのく旅情編」（1997年11月7日）
    - 第9作「大島烈風編」（1999年3月26日）
    - 第10作「婦長旋風編」（2000年9月29日）

  - 「名古屋嫁入り物語」第6作（1994年7月8日）
  - 「ざけんなョ!!シリーズ」第9作（1995年10月27日）
  - 「鍵師」第4作（1996年5月24日） - おばあちゃんの近所の住人 役
  - 「大家族デカ」第1作（1997年9月5日）
  - 「内田康夫ミステリー 信濃のコロンボ」第1作（1998年5月1日） - 遺族 役
  - 「内田康夫サスペンス 浅見光彦シリーズ」
    - 第8作「平家伝説殺人事件」（1999年7月2日） - 山根 役
    - 第34作「美濃路殺人事件」（2009年6月12日） - 地元の住人 役
    - 第45作「志摩半島殺人事件」（2012年7月20日） - 菊 役

  - 「稲垣吾郎の金田一耕助シリーズ」第4作（2007年1月5日）
  - 「花いくさ ～京都祇園 伝説の芸妓・岩崎峰子～」（2007年11月23日）
- 「彼女たちの結婚」（1997年1月9日 - 3月20日）
- 「渥美清のああ、青春日記」（1997年9月24日）
- 「古畑任三郎 3rd season」第1話（1999年4月13日）

#### テレビ朝日
- 「若さま侍捕物帳」第15話（1978年9月14日） - お光 役
- 「ザ・ハングマンII」第11話（1982年8月13日）
- 土曜ワイド劇場
  - 「探偵・神津恭介の殺人推理」第5作（1986年8月23日）
  - 「京都大原女の謎」（1988年2月27日） - 家政婦 役
  - 「タクシードライバーの推理日誌」第3作（1994年4月16日） - 旅館の仲居 役
  - 「事件」第4作（1996年6月22日）
  - 「おとり捜査官・北見志穂」第10作（2006年5月6日） - 管理人 役
- 「はぐれ刑事純情派 第2シリーズ」第2話（1989年4月12日）
- 「和宮様御留」（1991年1月1日）
- 「芸者小春の華麗な冒険」第10話（1991年6月13日）
- 「味いちもんめ 1997年スペシャル」（1997年1月2日）
- 「てっぺん」（1999年7月8日 - 9月16日）

#### テレビ東京
- 「そば屋梅吉捕物帳」第24話（1980年3月12日） - おちよ 役
- テレビ東京月曜9時枠の連続ドラマ
  - 夏樹静子トラベルサスペンス「山手線殺人事件」（1988年4月25日）
  - 日本名作ドラマ「夫婦善哉」（1995年2月6日）
- 女と愛とミステリー → 水曜ミステリー9
  - 「ヤメ検弁護士 英剛直 佐渡島殺人航路」（2002年7月28日） - アパートの住人 役
  - 「刑事吉永誠一 涙の事件簿」第7作（2008年10月1日）

#### その他のテレビ局
- 「ミラクル仮面高校生」（1995年7月4日・7月11日、朝日放送）
- 「生物彗星WoO」第８話・第９話・第11話（2006年6月25日・7月2日・7月16日、NHKデジタル衛星ハイビジョン） - 産婆 役

## 方言指導

### 方言指導（映画）
- 「舞妓はレディ」（2014年9月13日）

### 方言指導（テレビドラマ）
- 「白い巨塔」（1978年6月3日 - 1979年1月6日、フジテレビ）
- 「不熟につき・・・・ －藤堂家城代家老の日誌より－」（1990年9月15日、NHK）
- 「十年愛 スペシャル」（1993年10月8日、TBS）
- 「否認」（1994年4月16日・4月23日、NHK）
- 大河ドラマ（NHK）
  - 「秀吉」（1996年1月7日 - 12月22日）
  - 「徳川慶喜」（1998年1月4日 - 12月13日） - 京ことば指導
  - 「北条時宗」（2001年1月7日 - 12月9日） - 御所ことば指導
  - 「新選組!」（2004年1月11日 - 12月12日） - 京ことば指導
  - 「功名が辻」（2006年1月8日 - 12月10日） - 京・御所ことば指導
  - 「風林火山」（2007年1月7日 - 12月16日） - 京ことば指導
  - 「篤姫」（2008年1月6日 - 12月14日） - 京ことば指導
  - 「天地人」（2009年1月4日 - 11月22日） - 上方ことば指導
  - 「龍馬伝」（2010年1月3日 - 11月28日） - 京・大坂ことば指導
  - 「江〜姫たちの戦国〜」（2011年1月9日 - 11月27日） - 上方・京ことば指導
  - 「八重の桜」（2013年1月6日 - 12月15日） - 京・御所ことば指導
  - 「軍師官兵衛」（2014年1月5日 - 12月21日） - 京ことば指導
  - 「花燃ゆ」（2015年1月4日 - 12月13日） - 京ことば指導
  - 「真田丸」（2016年1月10日 - 12月18日） - 京ことば指導
  - 「おんな城主 直虎」（2017年1月8日 - 12月17日） - 京ことば指導
  - 「西郷どん」（2018年1月7日 - 12月16日） - 京ことば指導
  - 「麒麟がくる」（2020年1月19日 - 2021年2月7日）
  - 「青天を衝け」（2021年2月14日 - 12月26日） - 京ことば指導
  - 「鎌倉殿の13人」（2022年1月9日 - 12月18日） - 京ことば指導[5]
- 「味いちもんめ」（テレビ朝日）
  - 「味いちもんめ 1998年スペシャル」（1998年1月2日）
  - 「味いちもんめ 2011年スペシャル」（2011年1月8日）
  - 「味いちもんめ 2013年スペシャル」（2013年5月11日） - 京・大阪ことば指導
- 「怒る男・わらう女」（1999年9月29日 - 12月15日、NHK） - 京ことば指導
- 「お登勢」（2001年4月6日 - 6月22日、NHK） - 淡路言葉指導
- 女と愛とミステリー「小早川警視正シリーズ」第1作（2002年5月15日、テレビ東京）
- 「ミニモニ。でブレーメンの音楽隊」（2004年1月10日 - 3月27日、NHK教育テレビジョン） - 大阪ことば指導
- 「柳生十兵衛七番勝負 島原の乱」（2006年4月6日 - 5月28日、NHK） - 御所言葉指導
- 「海峡」（2007年11月17日 - 11月24日、NHK） - 大阪ことば指導
- 「セカンドバージン」（2010年10月12日 - 12月14日、NHK） - 京都ことば指導
- 「新選組血風録」（2011年4月3日 - 6月19日、NHK BSプレミアム） - 京・大坂ことば指導
- 「人間昆虫記」（2011年7月31日 - 9月11日、WOWOW）
- 「坂の上の雲 第2部」（2010年12月5日 - 12月26日、NHK） - 宮中ことば指導
- 「塚原卜伝」（2011年10月2日 - 11月13日、NHK BSプレミアム） - 京都ことば指導
- 「負けて、勝つ 〜戦後を創った男・吉田茂〜」（2012年9月8日 - 10月6日、NHK） - 京都ことば指導
- 「そこをなんとか 第1シーズン」（2012年10月21日 - 12月16日、NHK） - 大阪ことば指導
- 「みをつくし料理帖」（NHK） - 大坂ことば指導
  - 「みをつくし料理帖」（2017年5月13日 - 7月8日）
  - 「みをつくし料理帖スペシャル」（2019年12月14日・12月21日）
- NHKスペシャル「龍馬最後の30日」（2017年11月19日、NHK） - 京ことば指導
- 「龍馬の遺言」（2017年12月29日、NHK） - 京ことば指導
- 「決戦! 鳥羽伏見の戦い」（2017年12月30日、NHK） - 御所ことば指導
- 「家康、江戸を建てる」（2019年1月2日・1月3日、NHK） - 京ことば指導
- 連続テレビ小説「エール」（2020年3月30日 - 11月27日、NHK） - 京ことば指導
- 「剣樹抄〜光圀公と俺〜」（2021年11月5日 - 12月24日、NHK BSプレミアム） - 京ことば指導
- 「幕末相棒伝」（2022年1月3日、NHK） - 京ことば指導[6]